# Clue of the Twisted Candle
Clue of the Twisted Candle (übersetzt „Das Geheimnis der gebogenen Kerze“) ist ein britischer Kriminalfilm von Allan Davis aus dem Jahr 1960. Produziert wurde er von der Filmgesellschaft Merton Park Studios. Das Drehbuch stammt von James Eastwood und baut auf dem gleichnamigen Roman von Edgar Wallace auf. Der Film war der zweite Teil der Edgar Wallace Mysteries, einer Serie von 47 Edgar-Wallace-Verfilmungen der Merton Park Studios zwischen 1960 und 1965; in Deutschland wurde er nie gezeigt.

## Handlung
Der Film beschreibt die Geschichte von Lexman, einem Schriftsteller, der wegen Mordes verhaftet und ins Gefängnis gebracht wurde. Superintendent Meredith übernimmt die Ermittlungen, da er Lexman für unschuldig hält. Zugleich sinnt dieser auf Rache gegen den Erpresser Ramon Karadis, durch den er sich verraten fühlt. Lexman bricht aus dem Gefängnis aus, kurz bevor Meredith  seine Freilassung erwirken kann. Karadis wird kurze Zeit darauf ermordet aufgefunden und obwohl Meredith anfänglich auch hier an die Unschuld Lexmans glaubt und zahlreiche Verdächtige verhört, wird dieser des Mordes überführt.

## Kritiken
Joachim Kramp und Jürgen Wehnert zitieren in ihrem Das Edgar Wallace Lexikon von 2004 eine Kritik des Daily Cinema zum Film. Demnach sei der Film trotz der auf „moderne Standards“ gebrachten Verfilmung „in der Grundkonzeption von Edgar Wallace ein wenig altmodisch.“ Als Grund benennen die Kritiker „zu viele Verwicklungen im Drehbuch.“ „Die red herrings würden Billingsgate füllen,“ schrieben die Kritiker und merkten an, dass die vielen Verwicklungen durch das Publikum wahrscheinlich willkommen geheissen würden und die melodramatischen Verwicklungen und Schlingen vielleicht sogar einen Kassenerfolg bringen könnten. Gelobt wurden die Darsteller Bernard Lee als Superintendent Meredith und David Knight als Lexman.

## Belege
1. ↑  
„The Clue of the Twisted Candle.“ In: Joachim Kramp, Jürgen Wehnert: Das Edgar Wallace Lexikon. Leben, Werk, Filme. Es ist unmöglich, von Edgar Wallace nicht gefesselt zu sein! Verlag Schwarzkopf & Schwarzkopf, Berlin 2004; S. 91–92. ISBN 3-89602-508-2.
2. ↑  
Kritik vom Daily Cinema (o. D.), zitiert nach „The Clue of the Twisted Candle.“ In: Joachim Kramp, Jürgen Wehnert: Das Edgar Wallace Lexikon. Leben, Werk, Filme. Es ist unmöglich, von Edgar Wallace nicht gefesselt zu sein! Verlag Schwarzkopf & Schwarzkopf, Berlin 2004; S. 91–92. ISBN 3-89602-508-2.